# Wilco (The Album)
Wilco (The Album) es el séptimo álbum de estudio de la banda estadounidense de rock alternativo Wilco, lanzado el 30 de junio de 2009. Antes de su publicación, la banda realizó un streaming del álbum en su sitio web. El disco estuvo nominado a un premio Grammy en la categoría de mejor álbum de americana.

## Producción
Luego de que Wilco lanzara su sexto álbum de estudio, Sky Blue Sky, en 2007, pasaron los siguientes dos años de gira para promocionarlo. En agosto de 2008 Billboard informó que Wilco había estado tocando dos canciones nuevas en conciertos de aquel entonces, «One Wing» y «Sonny Feeling», como adelanto de un nuevo álbum. Rolling Stone reveló el título del álbum el 28 de abril de 2009.
El álbum se grabó en el estudio de Neil Finn, Roundhead Studios, en Auckland, Nueva Zelanda. Los miembros de Wilco estaban allí para grabar material para un álbum complilatorio de 7 Worlds Collide a beneficio de Oxfam. El guitarrista Nels Cline y el multiinstrumentista Mikael Jorgensen aportaron overdubs una vez que la banda regresó a Chicago. El álbum fue producido por la banda y Jim Scott, que había trabajado como ingeniero en Being There, Summerteeth, y Sky Blue Sky. La banda se reunió con Scott en Valencia, California, para mezclar el álbum. Según el cantante principal, Jeff Tweedy, la banda «se permitió un poco más de libertad en términos de construcción de sonido en el estudio: hacer sobregrabaciones y usarlo como otro instrumento».
Wilco (The Album) incluyó el primer dúo del grupo, «You and I», grabado con la cantante de indie y folk canadiense Feist. La banda conoció a Feist en la ceremonia de 2008 de los premios Grammy y descubrieron que sentían admiración mutua por la música de cada uno.
El 13 de mayo de 2009 el álbum se filtró en Internet y Wilco respondió subiendo un streaming del mismo en su sitio web oficial. Esto llevó a que la página fuera visitada cien mil veces aquel día. La banda también sugirió que aquellos que descargaron la versión filtrada hagan una donación de caridad a la Inspiration Corporation, una organización que asiste a las familias de bajos ingresos en Chicago. El blogger Mike Masnick elogió a Wilco por su respuesta a la filtración, opuesta al reaccionismo de 20th Century Fox tras la filtración de X-Men Origins: Wolverine.

### Sonido
Invariablemente, se ha descrito el álbum como el más accesible y animado desde sus primeros trabajos con The Independent; se ha afirmado que «recuerda la simplicidad de los primeros LP del grupo, A.M. y Being There. Matthew Perpetua de Pitchfork Media concuerda y argumenta que en el álbum «el disparate, unido al viejo catálogo del grupo, tiene una suerte de estética fluida e inespecífica». Perpetua comentó también que el disco repasa los estilos de Wilco en el pasado, que según él han sido «alt-country, americana, neo-folk, casi experimental y si uno insiste, "dad rock"». El blog de música 20 Watts' consideró a la canción «Country Disappeared» «Dylanesca y el crítico Eric Vilas-Boas elogió su estilo de una «clásica melodía de americana». El crítico Jonathan Cohen destacó a «Deeper Down» por su «riqueza de detalles en cuanto a los sonidos».

### Temática
Tweedy resumió la temática central del álbum como la aceptación de las incertidumbres de la vida, afirmando:

Pienso que hay una naturaleza liberadora en ese concepto. [...] Ello permite un estilo más juguetón y un compromiso con la vida que es más disfrutable que la alternativa. He aspirado a transmitir algunas de estas cosas desde hace un tiempo, tal vez no tan claramente antes porque no estaba lo suficientemente claro para mí. Pero creo que cuanta más habilidad tengas para tolerar la ambigüedad, más exitoso serás en tu vida. El otro punto de vista —la negación total de la ambigüedad, el racionalizar lo irracional— puede ser muy destructivo.

La temática se manifiesta, por ejemplo, en el verso de «Deeper Down» que dice I adore the meaninglessness of the 'this' we can't express («Adoro la falta de sentido de "esto" que no podemos expresar»). La letra del álbum muestran el lado luminoso y el oscuro de esto, desde «Bull Black Nova», una canción sobre un hombre que mata a su novia hasta «You and I», un dúo junto a Feist que habla de dos amantes y su relación.

### Título
El disco fue llamado como la banda porque el grupo consideró «que eso era lo que la banda pretendía ser». Según Tweedy, la banda «pensó otro montón de títulos que describieran mejor lo que era la música, pero nada era tan sintético [como esto]».

## Lista de canciones
All songs written by Jeff Tweedy, except for "Deeper Down" co-written by Tweedy and Pat Sansone.
1. "Wilco (The Song)" – 2:59
2. "Deeper Down"  – 2:59
3. "One Wing" – 3:42
4. "Bull Black Nova" – 5:40
5. "You and I" – 3:26
6. "You Never Know" – 4:21
7. "Country Disappeared" – 4:02
8. "Solitaire" – 3:04
9. "I'll Fight" – 4:23
10. "Sonny Feeling" – 4:13
11. "Everlasting Everything" – 3:58

iTunes bonus track
1. "Dark Neon" – 4:24